# Scleria trialata
Scleria trialata là loài thực vật có hoa trong họ Cói. Loài này được Poir. miêu tả khoa học đầu tiên năm 1806.